# Parafia Najświętszej Maryi Panny Nieustającej Pomocy w Rycerce Górnej
Parafia Najświętszej Maryi Panny Nieustającej Pomocy w Rycerce Górnej – parafia rzymskokatolicka znajdująca się w Rycerce Górnej. Należy do dekanatu Milówka diecezji bielsko-żywieckiej. 
Wierni z miejscowość do 1844 należeli do parafii Wniebowzięcia Najświętszej Maryi Panny w Milówce, następnie do nowo powstałej parafii św. Wawrzyńca Diakona Męczennika i św. Kazimierza Królewicza w Rajczy, a usamodzielniła się w 1950. Pierwszym proboszczem został ks. Józef Jura (1913–1974).
Budynek kościoła parafialnego został wpisany do rejestru zabytków nieruchomych województwa śląskiego (nr rej. A/1359/24 z 7 marca 2024).